# Isla Medni
La isla Medni (en ruso: о́стров Ме́дный, romanizado: óstrov Médnyy(i)) está situada en el mar de Bering, segunda en extensión de las islas del Comandante, grupo perteneciente a las islas Aleutianas. Unos 100 metros al noroeste hay dos islotes rocosos (Бобровые камни) unidos por un istmo, con una longitud combinada de 1 km de extensión.

## Historia
Vitus Bering exploró la isla en su expedición de 1741. A finales del siglo XIX se fundó el selo de Preobrazhenskoye, cuyos habitantes se dedicaron principalmente a la caza de ballenas. En la década de 1960 la población se trasladó a la isla de Bering y la localidad perdió su título. Hasta 2001, no obstante, se mantuvo un puesto fronterizo. La isla se encuentra actualmente desierta.

## Galería

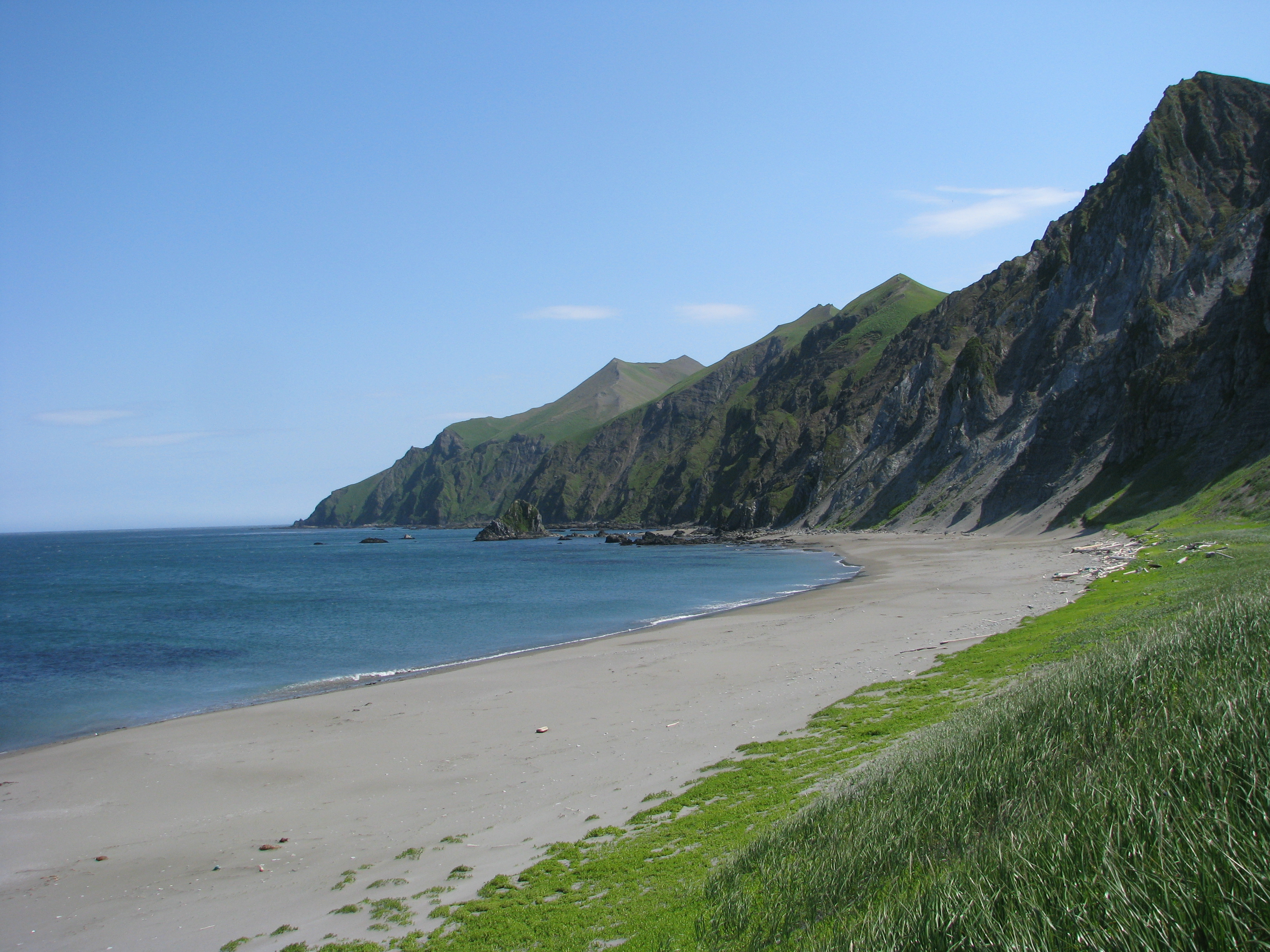
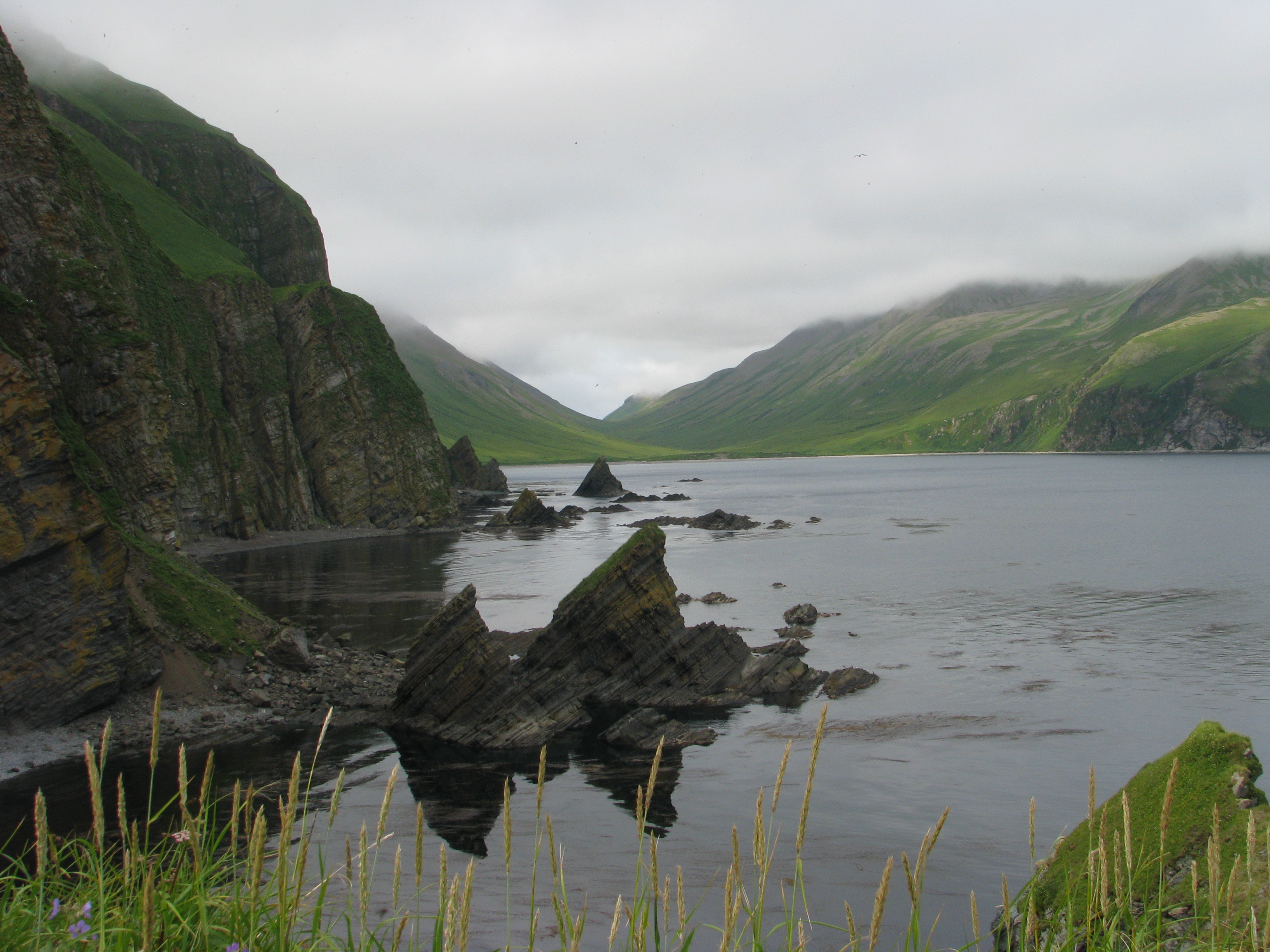
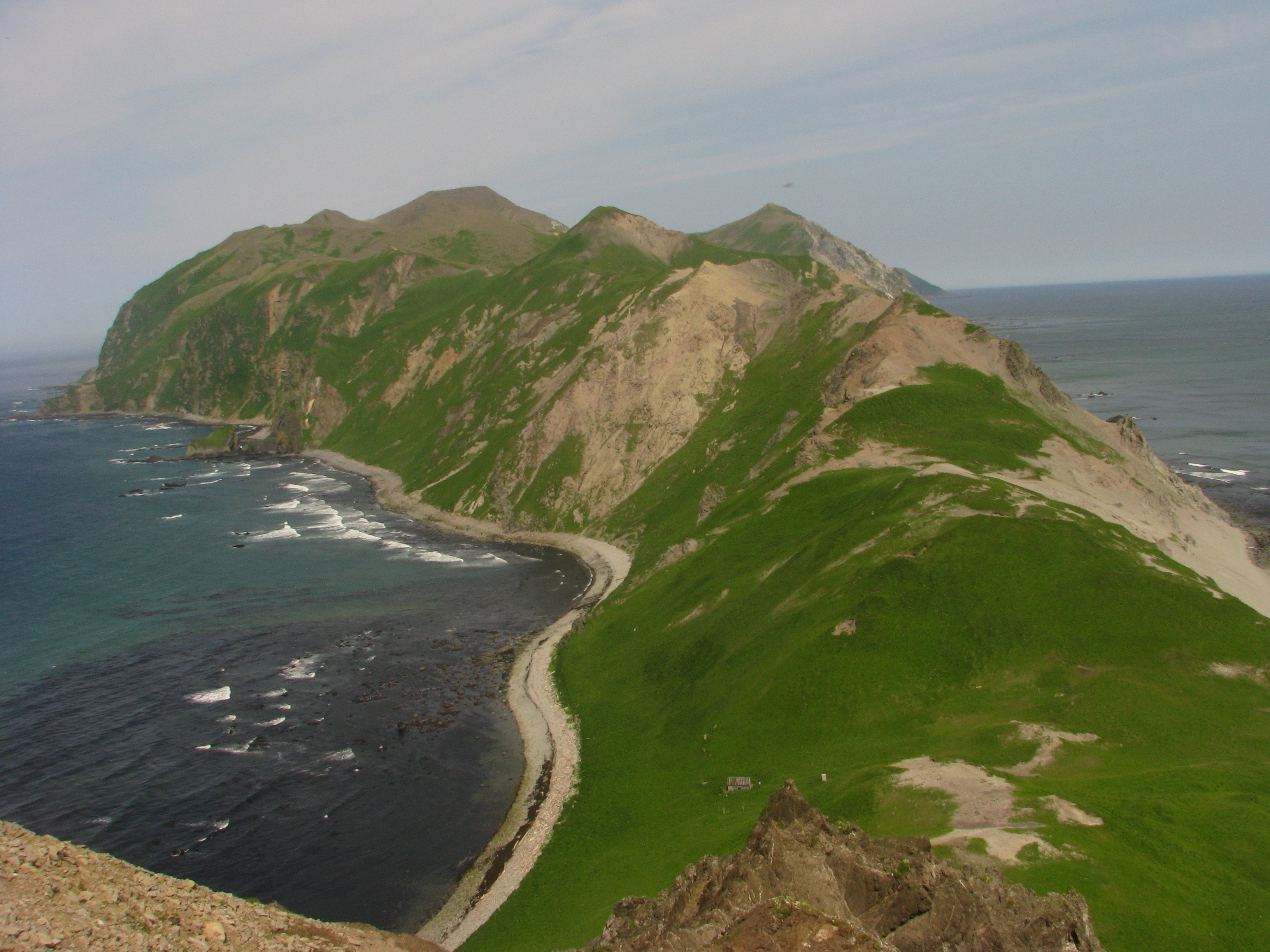
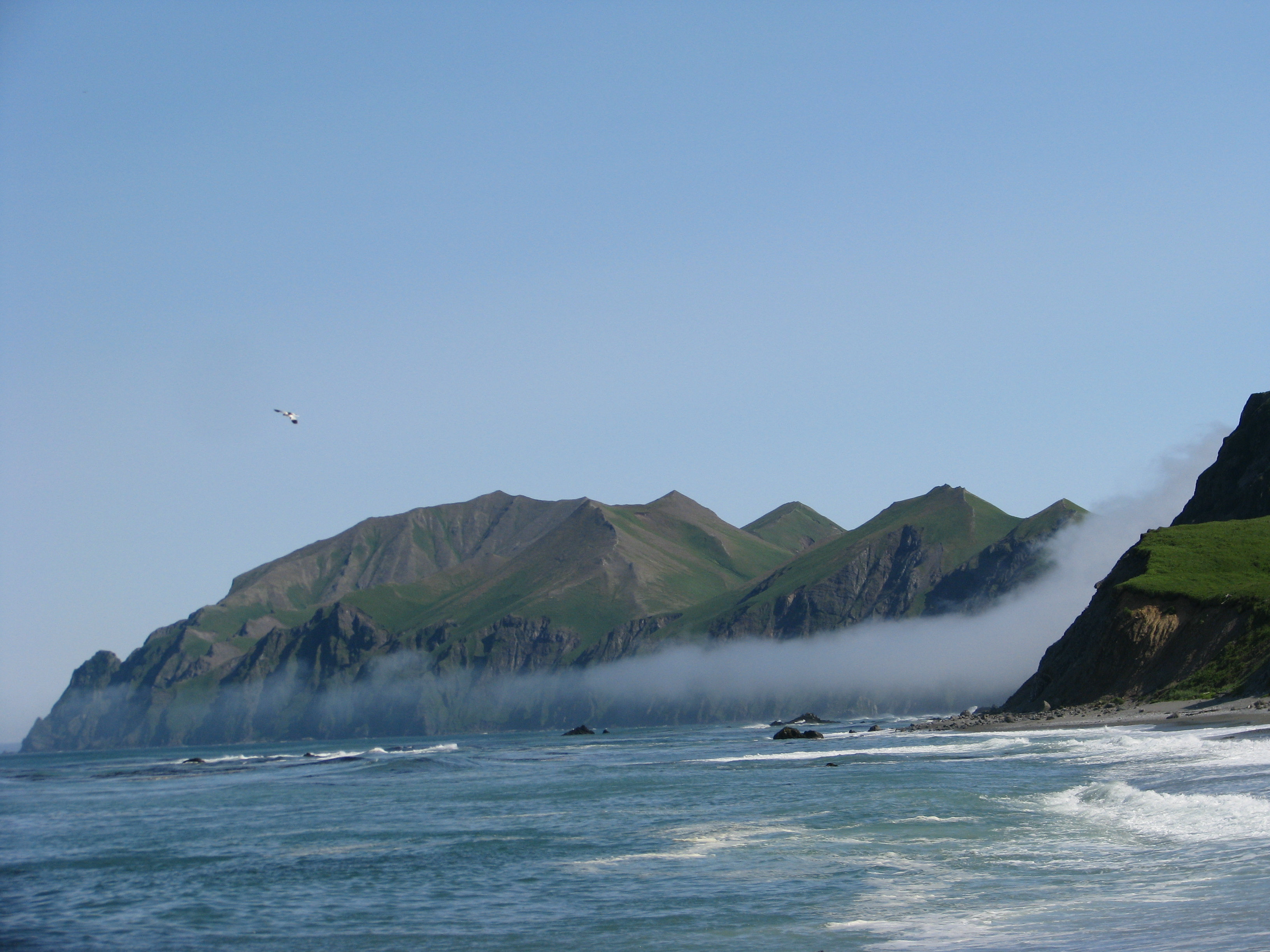